# Pogonophryne stewarti
Pogonophryne stewarti is een straalvinnige vissensoort uit de familie van de gebaarde ijskabeljauwen (Artedidraconidae). De wetenschappelijke naam van de soort is voor het eerst geldig gepubliceerd in 2009 door Eakin, Eastman & Near.